# 大興路
大興路、大興西路是臺灣桃園市桃園區的重要道路之一，大興路廣義上起於大有路（狹義上起於興二街92巷口）口，過春日路（台4線）銜接大興西路，終於文中路與龍安街口，大致呈東北─西南走向，全線以春日路（台4線）、中正路、永安路分為大興路、大興西路一至三段。

## 主要結點
- 大有路
- 春日路（台4線）
- 經國路
- 中正路
- 永安路
- 國際路二段
- 國道二號南桃園交流道
- 文中路

## 分段
- 大興路：大有路（狹義上為興二街92巷）─春日路
- 大興西路一段：春日路─中正路
- 大興西路二段：中正路─永安路
- 大興西路三段：永安路─文中路（文中路往南接龍安街）